# Gia tộc Toyotomi
Gia tộc Toyotomi (豐臣氏, Toyotomi-shi, Phong Thần thị) hùng mạnh trong thời kỳ Sengoku thế kỷ 16 ở Nhật Bản, quê hương ở tỉnh Owari. Trong suốt thời kỳ Sengoku, nhà Toyotomi phục vụ cho nhà Oda. Nhân vật vĩ đại và giàu ảnh hưởng nhất trong gia tộc Toyotomi không ai khác chính là Toyotomi Hideyoshi, một trong ba người thống nhất vĩ đại của Nhật Bản. Toyotomi Hideyoshi về dưới trướng Oda Nobunaga lừng danh (lúc đó đang là tộc trưởng gia tộc Oda và là một trong ba người vĩ đại đã thống nhất Nhật Bản) từ khi còn trẻ, khi ấy ông mới chỉ là một người nông dân. Tuy vậy, Hideyoshi nhanh chóng vươn đến quyền lực và cuối cùng đoạt lấy phần lớn thực quyền của nhà Oda sau cái chết của chủ mình năm 1582. Toyotomi có tham vọng trở thành Shogun thống trị toàn nước Nhật, nhưng không được thụ phong vì không phải con em quý tộc. Gia tộc Toyotomi bị tiêu diệt trong Cuộc vây hãm Osaka của Tokugawa Ieyasu năm 1614.

## Những nhân vật nổi bật của nhà Toyotomi
- Toyotomi Hideyoshi
- Toyotomi Hideyori
- Toyotomi Hidetsugu
- Toyotomi Hidenaga